# Toyota Brevis
Toyota Brevis — компактний престижний автомобіль, що вироблявся Toyota з травня 2001 по 2007 рік. Створений на базі автомобіля Toyota Progres.

## Опис

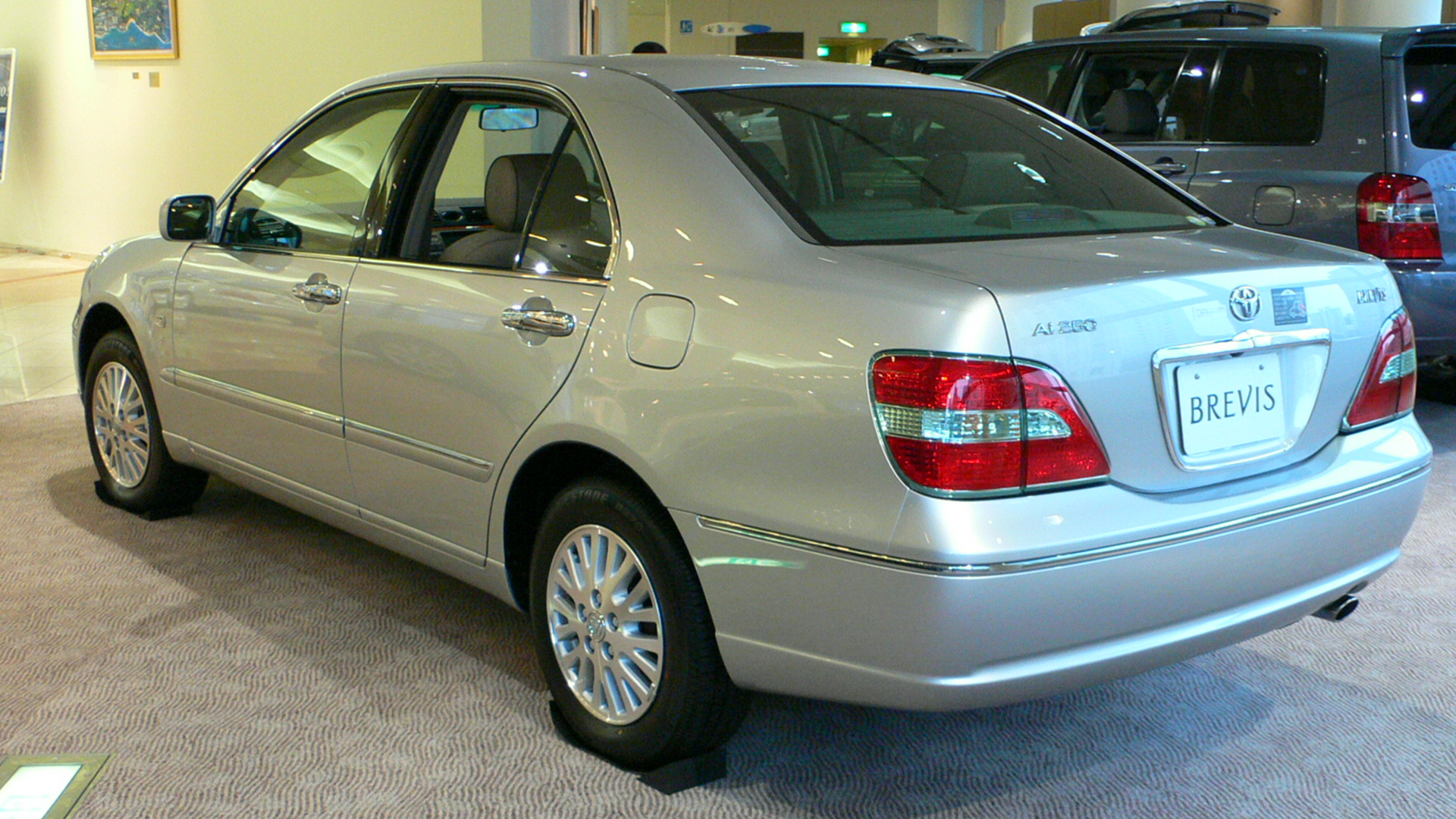
Toyota Brevis

Комплектується 6-циліндровими 2,5 або 3-літровими двигунами, і 4-х або 5-ти ступінчастими автоматичними коробками передач.
Модель Brevis була змінена у квітні 2004 року, оскільки для передньої решітки було прийнято сітчастий дизайн решітки радіатора. 
Моделі після грудня 2005 року постачаються з EMV (з кольоровим монітором задньої підказки та монітором кутів шторки вікон), а також голосовою навігаційною системою DVD для G-BOOK та NAVI.AI-SHIFT (не застосовується для моделей з повним приводом).

## Двигуни
- 2.5L 1JZ-GE I6
- 2.5L 1JZ-FSE I6
- 3.0L 2JZ-GE I6
- 3.0L 2JZ-FSE I6